# Vzhodna slovaščina
Vzhodna slovaščina je narečna skupina slovaščine, ki jo govorijo na vzhodnem delu Slovaške.
Prvo slovaško knjižno normo je na podlagi osrednjeslovaških narečij pripravil katoliški župnik Anton Bernolák, vendar sta se izoblikovali tudi dve posebni knjižni normi: na zahodu, v okolici Bratislave, in na vzhodu. Ľudovít Štúr je slovaški knjižni jezik oblikoval na podlagi narečja na območju gorovja Tater, ki ga so sprejeli tudi katoliški in evangličanski Slovaki. V vzhodnih županijah je živelo veliko kalvinskih Slovakov, ki so od 18. stoletja v svojem narečju pisali nabožna in leposlovna dela. Podlaga za vzhodnoslovaški knjižni jezik je bilo zemplinsko narečje. Čeprav so v drugi polovici 19. stoletja Štúrovo knjižno normo uporabljali v šolah, je vzhodna slovaščina do 20. stoletja služila kot knjižni jezik leposlovja in bogoslužja. Leta 1919 je Madžarska sovjetska republika zavzela Vzhodno Slovaško od Češkoslovaške, kjer so proglasili Slovaško sovjetsko republiko z glavnim mestom Prešov. Uradni jezik v novi komunistični državi je bila vzhodna slovaščina. Danes manjše število ljudi še vedno uporablja vzhodnoslovaški jezik. Še v 20. stoletju so nastajala dela v vzhodnoslovaškem jeziku po madžarskem pravopisu, danes pa se uporablja slovaški pravopis. V Vojvodini v Srbiji se vzhodna slovaščina govori v Ruskem Krsturu, vendar njeni govorci uporabljajo cirilico.
V vzhodni slovaščini je velik vpliv vzhodnoslovanskih jezikov (ukrajinščine in rusinščine) ter poljščine. V vzhodni slovaščini je naglas na predzadnjem zlogu, kakor v poljskem jeziku.
Narečja so:
- Východoabovsko
- Západoabovsko
- Šarišsko
- Zemplinsko
- Humensko
- Užsko

Zemplinsko narečje je enotnejše od drugih narečij, saj je podlaga za knjižni jezik. Podnarečja humenskega narečja se zaradi vprašalnega zaimka so imenujejo sotácko.  Vzhodna slovaščina govori ima obenem glasove i, u, iu, e, ie, o, uo, a, ia.